# Istorie orală

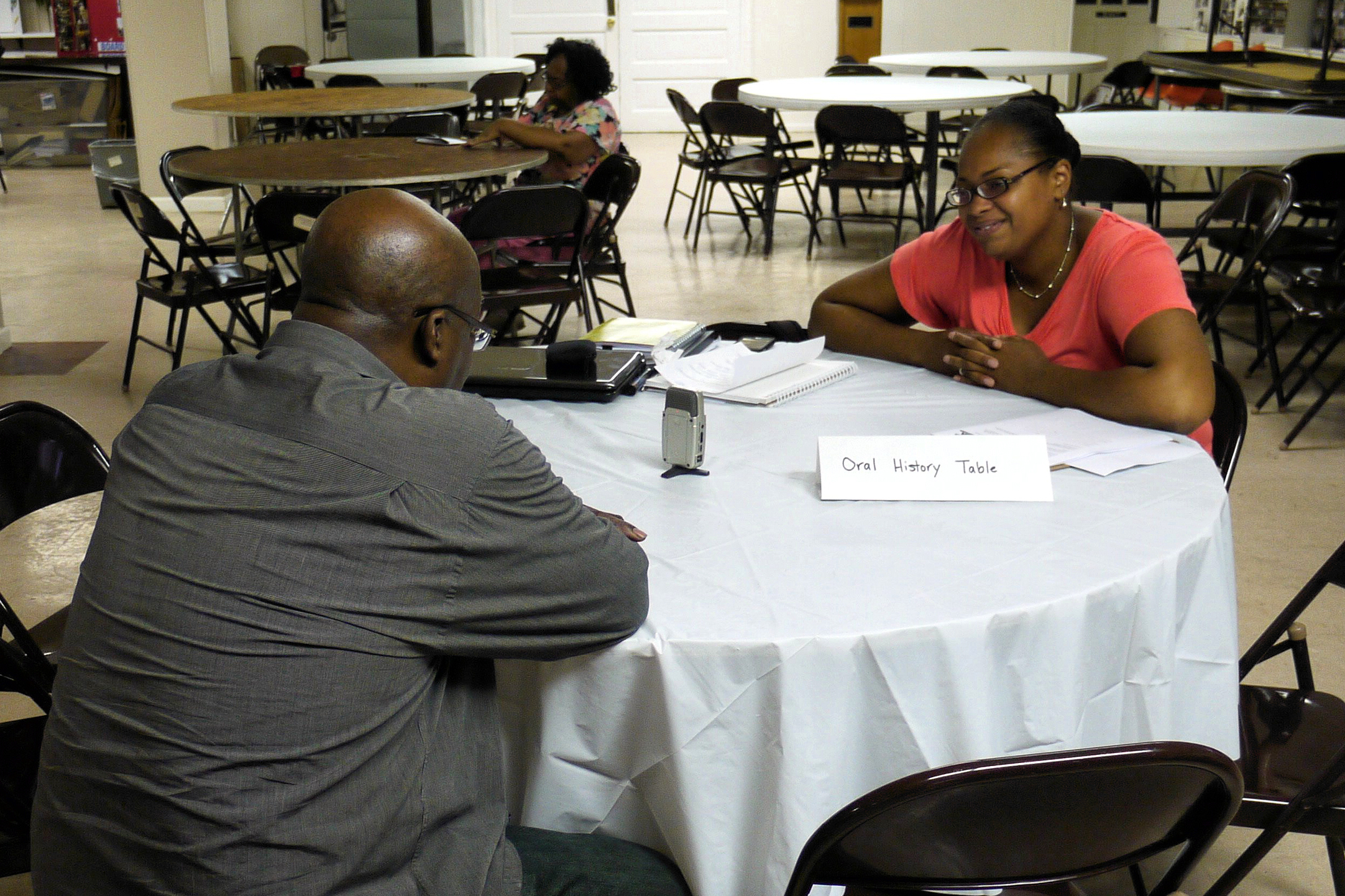
Un voluntar al Evergreen Protective Association care înregistrează momente de istorie orală la Greater Rosemont History Day.

Istoria orală este disciplina care se ocupă cu colectarea și studierea informațiilor istorice despre indivizi, familii, evenimente importante sau viața de zi cu zi, obținute prin înregistrarea pe casete audio sau casete video sau prin transcrierea unor interviuri planificate. Aceste interviuri sunt realizate cu persoane care au participat sau au observat evenimente din trecut și ale căror amintiri și percepții asupra acestora trebuie păstrate ca o înregistrare auditivă pentru generațiile viitoare. Istoria orală se străduiește să obțină informații din perspective diferite și cele mai multe dintre acestea nu pot fi găsite în sursele scrise. Termenul de istorie orală se referă, de asemenea, la informațiile adunate în acest mod și la o lucrare scrisă (publicată sau nepublicată) bazată pe astfel de date, adesea păstrate în arhive și biblioteci mari. Cunoștințele obținute prin intermediulor surselor de istorie orală sunt unice prin faptul că împărtășesc perspectiva tacită, gândurile, opiniile și înțelegerea intervievatului în forma sa primară.
Acest termen este folosit uneori într-un sens mai general cu referire la orice informație despre evenimentele din trecut pe care martorii le-au relatat oricui altcuiva, dar istoricii profesioniști consideră de obicei că aceasta este o tradiție orală. Cu toate acestea, după cum explică Columbia Encyclopedia:
| “ | Societățile primitive s-au bazat mult timp pe tradiția orală pentru a păstra o înregistrare a trecutului în absența istoriilor scrise. În societatea occidentală, utilizarea materialelor orale datează de la primii istorici greci Herodot și Tucidide, care au folosit pe scară largă comunicările orale ale martorilor. Conceptul modern de istorie orală a fost dezvoltat în anii 1940 de Allan Nevins⁠(d) și colegii săi de la Universitatea Columbia. | ” |

## Privire generală
Istoria orală a devenit o mișcare internațională în cercetarea istorică. Acest lucru a fost atribuit parțial dezvoltării tehnologiei informației, care a permis unei metode complet orale să contribuie la cercetare, în principal prin utilizarea mărturiilor personale colectate într-o mare varietate de spații publice. De exemplu, istoricii orali au descoperit posibilitățile nesfârșite de a posta date și informații pe Internet, făcându-le astfel ușor accesibile cercetătorilor, profesorilor și persoanelor interesate. Răspândirea informațiilor a întărit viabilitatea istoriei orale, deoarece noile moduri de transmitere au permis istoriei să părăsească rafturile arhivelor și să ajungă la o comunitate mai numeroasă.
Istoricii orali din diferite țări au abordat culegerea, analiza și diseminarea istoriei orale în diferite moduri. Există mai multe modalități de a crea istoria orală și de a efectua studiul acesteia chiar și în contexte naționale particulare.
Potrivit Columbia Encyclopedia⁠(d): accesibilitatea tot mai mare a casetofoanelor în anii 1960 și 1970 a condus la documentarea orală a mișcărilor și protestelor acelei epoci. Ulterior, istoria orală a devenit din ce în ce mai mult o disciplină respectată în multe colegii și universități. Unii istorici orali au început să țină cont acum în cercetările lor de gradul de subiectivitate al amintirilor intervievaților, datorită cercetărilor de la sfârșitul secolului al XX-lea ale istoricului italian Alessandro Portelli⁠(d) și colegilor săi.
Istoriile orale sunt folosite, de asemenea, în numeroase comunități pentru a documenta experiențele supraviețuitorilor unor tragedii colective. După Holocaust, a apărut o tradiție bogată de istorie orală, în special a supraviețuitorilor evrei. Muzeul Memorial al Holocaustului din Statele Unite ale Americii are o arhivă extinsă ce conține peste 70.000 de interviuri de istorie orală. Există, de asemenea, mai multe organizații care au ca scop în mod special colectarea și conservarea mărturiilor orale ale supraviețuitorilor. Istoria orală ca disciplină științifică are bariere de acces destul de joase, deci poate deveni accesibilă persoanelor obișnuite. În cartea sa Doing Oral History, Donald Ritchie⁠(d) a scris că „istoria orală are loc atât pentru savanți, cât și pentru profani. Cu o pregătire rezonabilă... oricine poate realiza o istorie orală utilizabilă.” Acest aspect este semnificativ mai ales în cazuri precum Holocaustul, în care supraviețuitorii s-ar putea simți mai puțin confortabil să-și spună povestea unui jurnalist decât unui istoric sau unui membru al familiei.
În Statele Unite ale Americii, există mai multe organizații dedicate istoriei orale care nu sunt afiliate universităților sau unor institute specifice. StoryCorps⁠(d) este una dintre cele mai cunoscute dintre acestea: urmând modelul Federal Writers' Project⁠(d) creat în cadrul programului agenției Works Progress Administration⁠(d), misiunea StoryCorps este înregistrarea mărturiilor americanilor din toate categoriile sociale. În contrast cu tradiția academică a istoriei orale, subiecții StoryCorps sunt intervievați de oameni pe care îi cunosc. Există o serie de inițiative StoryCorps care au vizat populații sau probleme specifice, urmând tradiția folosirii istoriei orale ca metodă de amplificare a vocilor care ar putea altfel să fie marginalizate.
Dezvoltarea bazelor de date digitale cu instrumentele lor de căutare a textului este unul dintre aspectele importante ale istoriografiei orale bazate pe tehnologie. Acestea au facilitat colectarea și diseminarea istoriei orale, deoarece accesul la milioane de documente la nivel național și internațional poate fi instantaneu.

## Institute de cercetare
În 1948, Allan Nevins⁠(d), un profesor de istorie americană de la Universitatea Columbia, a înființat Biroul de Cercetare a Istoriei Orale de la Universitatea Columbia (Columbia Oral History Research Office), cunoscut acum sub numele de Centrul Columbia pentru Cercetarea Istoriei Orale (Columbia Center for Oral History Research), care avea misiunea de a înregistra, transcrie și păstra interviurile de istorie orală. Biroul de Istorie Orală Regională (Regional Oral History Office) a fost fondat în 1954 ca o divizie a Bibliotecii Bancroft a Universității Berkeley. În 1967, cercetătorii americani de istorie orală au fondat Asociația de Istorie Orală (Oral History Association), iar cercetătorii britanici au fondat Societatea de Istorie Orală (Oral History Society) în 1969. În 1981, Mansel G. Blackford, istoric de afaceri la Ohio State University⁠(d), a susținut că istoria orală era un instrument util pentru a scrie istoria fuziunilor corporative. Mai recent, Harvard Business School⁠(d) a lansat proiectul Creating Emerging Markets, care „explorează evoluția leadership-ului în afaceri în Africa, Asia și America Latină în cursul ultimelor decenii” prin istorie orală. „În esență se află interviurile, multe înregistrate video, realizate de membrii Școlii cu lideri sau foști lideri ai firmelor și ONG-urilor care au avut un impact major asupra societăților și întreprinderilor lor de pe trei continente.” Există acum numeroase organizații naționale și o Asociație Internațională de Istorie Orală (International Oral History Association), care organizează ateliere și conferințe și publică buletine informative și reviste dedicate teoriilor și practicilor istoriei orale. Colecțiile specializate de istorie orală conțin uneori arhive de interes global larg răspândit; un exemplu este Biblioteca Lewis Walpole din Farmington, Connecticut⁠(d), un departament al Bibliotecii Universitare Yale.

## Argumente pro și contra
Atunci când se utilizează istoria orală ca material sursă, există mai multe aspecte care trebuie luate în considerare. Este posibil ca persoana intervievată să nu-și amintească cu acuratețe informațiile faptice, cum ar fi numele sau datele, și poate exagera. Pentru a evita acest lucru, intervievatorii pot efectua o cercetare amănunțită înainte de interviu și pot formula întrebări în scopul clarificării. Există, de asemenea, o noțiune preconcepută că istoria orală este mai puțin demnă de încredere decât înregistrările scrise. Materialele sursă scrise diferă în funcție de modul de prezentare al informațiilor și pot folosi surse suplimentare de informare. Sursele de istorie orală identifică elemente intangibile, cum ar fi atmosfera locului, dezvăluie caracterul participanților și clarifică unele aspecte deja prezentate în materialele tipărite. Istoria orală poate indica, de asemenea, stilul de viață, dialectul și terminologia, precum și unele obiceiuri care ar putea să nu mai fie în uz. Istoria orală de succes aduce îmbunătățiri istoriei scrise.
Vorbitorii de sex masculin mai în vârstă din comunitățile rurale, care și-au petrecut întreaga viață acolo și care de obicei nu au continuat studiile după vârsta de 14 ani, sunt suprareprezentați în unele materiale de istorie orală.

## Transcriere
Transcrierea datelor obținute este în mod evident benefică, iar intențiile de utilizare viitoare a transcripturilor determină în mare măsură modul în care va fi transcris interviul. Întrucât proiectele de istorie orală, de regulă, nu implică angajarea unui transcriptor profesionist, caracteristicile „aberante”, cum ar fi trăsăturile dialectale și repetițiile superflue, pot fi neutralizate și eliminate pentru ca transcrierile să devină mai accesibile cititorilor obișnuiți care nu sunt obișnuiți cu astfel de „aberații”; adică este posibil ca transcrierile să nu reflecte complet declarațiile originale, reale ale intervievaților.

## Organizații
- American Folklife Center
- Archives of African American Music and Culture, Indiana University
- Baylor University Institute for Oral History
- Columbia Center for Oral History, Columbia University
- Houston Asian American Archive, Chao Center for Asian Studies, Rice University
- Institut d’histoire du temps présent, French National Centre for Scientific Research
- Louie B. Nunn Center for Oral History, University of Kentucky Libraries
- New York Public Library Community Oral History Projects
- Oral History Centre, National Archives of Singapore
- Post Bellum
- Regional Oral History Office (ROHO), Bancroft Library, University of California, Berkeley
- Samuel Proctor Oral History Program, University of Florida
- Southern Oral History Program, University of North Carolina
- StoryCorps
- Veterans History Project of the Library of Congress American Folklife Center

## Istorici orali notabili
- Svetlana Alexievici
- David P. Boder⁠(d)
- Barry Broadfoot⁠(d)
- Tom Brokaw⁠(d)
- Alex Haley⁠(d)
- Oscar Lewis⁠(d)
- Alessandro Portelli⁠(d)
- Sang Ye⁠(d)
- Studs Terkel⁠(d)
- Wallace Terry⁠(d), jurnalist și autor de antologii de istorie orală cu veterani de război afro-americani și jurnaliști de culoare.
- Tong Tekong⁠(d)
- T. Harry Williams
- Zhang Xinxin

## Proiecte notabile de istorie orală
- Born in Slavery: Slave Narratives from the Federal Writers' Project, 1936 to 1938, Biblioteca Congresului. O selecție de relatări la persoana I ale unor oameni care au fost sclavi în Statele Unite ale Americii.
- Civil Rights History Project, Biblioteca Congresului. O colecție de interviuri cu oameni care au participat la lupta pentru drepturile civile în cursul și după anii 1960.
- Memory of Nations, Post Bellum. O colecție de mărturii ale oamenilor din întreaga Europă care au povestit despre viața sub regimurile totalitare din secolul XX-lea.
- Veterans History Project, Biblioteca Congresului. O colecție de mărturii personale ale veteranilor americani începând de la Primul Război Mondial (1914) până la Războiul din Irak (2011).

### Al Doilea Război Mondial
- Rosie the Riveter / World War II Home Front Oral History Project Collection of oral histories with women and men living and working on the U.S. home front during WWII Regional Oral History Office and National Park Service
- Recollections of WWII Arhivat în 30 aprilie 2011, la Wayback Machine. - Directory of United Kingdom Oral History Collections Relating to WWII
- 376th Heavy Bombardment Group Oral Histories from the Ball State University Digital Media Repository

### Războiul din Vietnam
- Vietnam War Era Veterans Oral Histories from the Ball State University Digital Media Repository

### Organizații
- H-ORALHIST is an H-Net Discussion Network (or edited Blog) established in 2006
- Centre for Oral History and Digital Storytelling - Concordia University
- The Australian Centre for Oral History
- Oral History Australia (national organisation, with branches in each state)
- Oral History Association of Australia
- Institut d'histoire du temps présent
- Oral History Centre, National Archives of Singapore Arhivat în 2 aprilie 2023, la Wayback Machine.
- Pritzker Military Library's "Stories of Service" collects and records first‐hand accounts from veterans and citizens involved in military efforts
- „Creating Emerging Markets Project”. Harvard Business School.

### Tehnic
- Oral History in the Digital Age at Michigan State University (East Lansing, Michigan)
- Digital Omnium: Oral History, Archives and Digital Technology by Doug Boyd
- Digital Audio and Portable Recorders: The Basics by Doug Boyd
- General principles and best practices for oral history
- Dédalo Project - Open software platform for management of intangible cultural heritage and oral history
- Advice on how to conduct oral history interviewing from the East Midlands Oral History Archive
- "Ask Doug" resource for choosing a digital audio recorder Arhivat în 29 martie 2023, la Wayback Machine., Oral History in the Digital Age
- Testimony software from the Australian Centre for Oral History (used in its Cultural Conversations project)
- The manual of analogue restoration techniques Arhivat în 26 septembrie 2016, la Wayback Machine. by Peter Copeland is designed to aid audio engineers and audio archivists, and is available via the British Library Sound Archive
- "OHMS: enhancing Access to Oral History for Free" by Doug Boyd. Oral History Review Volume 40 Issue 1 Summer:Fall 2013, Oxford University Press
- Doing Oral History with Vietnam War Veterans EDSITEment lesson plan